# Poésie grecque antique
La poésie grecque antique désigne dans l’univers hellénique l’ensemble des œuvres en vers produites par des auteurs de langue grecque. La notion de poésie n’est en effet pas la même dans le monde grec que dans la culture occidentale contemporaine.

## Définition
Le terme de poésie dérive du grec ancien ποιεῖν / poiein, qui signifie « faire », « produire », « créer ».
La poésie, chez les Grecs, apparaît d’abord dans un cadre religieux et social en instituant la mythologie grecque : elle se confond avec le pouvoir divin et les origines du monde. Elle est dans la tradition inspirée par les Muses et interprétée par des aèdes, qu’on fait souvent venir de Thrace ou de Piérie. Ils servent alors à la fois de conteurs et de prêtres, chantant la gloire des dieux mais aussi celle des héros (comme dans l’Iliade et l’Odyssée). Plus tard (époque classique) ils garderont surtout le rôle de chanteurs-conteurs ambulants, s’accompagnant d'un instrument à cordes (la cithare ou le phorminx) ou à vent (l'aulos).
Comme l'a notamment montré Florence Dupont, la poésie antique, et les textes antiques de manière générale, ne doivent pas être vus comme « des objets autonomes [...] mais comme les traces d’actions passées, de pratiques qu’il faut reconstituer pour comprendre à quoi correspondaient ces actes de parole que l’on catalogue, à tort, dans la littérature ».

## De l'oral à l'écrit
La poésie grecque antique est avant tout une poésie orale et sa fixation par écrit fut progressive. De ce fait, on ne peut dissocier le poème (le texte) de la performance poétique (le contexte d'énonciation).
Il est ainsi désormais établi que l’Iliade et l’Odyssée ont d'abord été composées à l'oral et ont été transmis par des traditions orales portées par des aèdes avant d'être mises par écrit par un ou plusieurs auteurs qui en auraient alors assuré la cohérence.
C'est à l'époque hellénistique qu'apparaissent les premiers recueils de poèmes dans le cadre des bibliothèques telles que la bibliothèque d'Alexandrie.
La poésie grecque antique est parvenue jusqu'à nous par des sources de nature différente :
- Des sources littéraires issues de la tradition manuscrite.
- Des sources épigraphiques : c'est notamment le cas de l'Hymne delphique attribué à Liménios (en) et daté de 128 av. J.-C.
- Des sources papyrologiques : c'est le cas, par exemple, du poème intitulé La Quenouille, composé par Érrina au IVe siècle av. J.-C.

## Principaux genres poétiques grecs

### Poésie épique
La poésie épique trouve ses origines dans le monde aristiocratique de l'époque archaïque.
Les premiers poètes dont on conserve des traces sont Homère et Hésiode, bien que les origines mythiques de la poésie grecque soient représentées par le mythe d’Orphée. De plus, l’analyse des poèmes d’Homère a clairement démontré qu’il faisait référence à toute une tradition orale de poésie et s'appuyait sur elle, tradition que certains font remonter jusqu’au IIe millénaire av. J.-C.
On possède aussi des fragments d’Archiloque, de Théognis de Mégare, de Mimnerme de Colophon ou encore de Sappho.
On peut encore citer Tyrtée, Sémonide et Callinos, ou encore Solon, le célèbre législateur athénien. Les Hymnes homériques dédiés à des divinités relèvent également du genre épique, à la fois par la forme (ils sont composés en hexamètres dactyliques) et par le fond (ils renvoient au « monde homérique »).
La poésie épique est une poésie panhellénique : elle est l'un des supports de la mémoire collective des Grecs. A ce titre, les poètes archaïques sont ce que Marcel Détienne appelle des « maîtres de vérité ».
Ces poèmes sont interprétés dans le cadre du banquet (συμπόσιον / symposion).
La poésie épique pose plusieurs questions qui restent débattues :
- La figure du poète archaïque reste mal connue comme en témoigne la question homérique.

- Le degré d'autonomie dont dispose le rhapsode dans la composition et l'interprétation : inspiré par les Muses, le poète dispose d'une certaine capacité à inventer ; cependant, dans l'Ion de Platon, Socrate présente le rhapsode comme un simple exécutant.

### Poésie lyrique (ou mélique)
La poésie lyrique grecque désigne une poésie qui n'est plus récitée mais chantée avec un accompagnement musical. Elle se développe à la fin de l'époque archaïque et au début de l'époque classique. On parle également de poésie mélique (du grec ancien μέλος / mélos, « chant rythmé »). La poésie lyrique est donc étroitement liée à la musique.
A la différence de la poésie lyrique moderne, la poésie lyrique antique ne décrit pas les sentiments personnels du poète mais se concentre davantage sur le destinataire du poème (en règle générale, une divinité).
Elle se caractérise du point de vue de la forme par une structure strophique contrairement à la poésie épique.
La poésie lyrique est souvent étiologique (du grec αἰτία / aitia, « la cause »). Marquée par un aller-retour constant entre passé et présent, elle se réfère constamment à un passé mythique lointain.
Ces poèmes sont interprétés, soit par une seule personne (on parle de « monodie »), soit par un chœur (on parle alors de « chorodie »), qui se produit notamment dans le cadre de concours athlétiques (ἀγών / agôn) tels que les jeux panhelléniques. Il s'agit donc de performances ritualisées.
Les poèmes lyriques grecs célèbrent les victoires athlétiques (épinicies), commémorent les morts, exhortent les soldats à la bravoure et offrent une dévotion religieuse sous forme d'hymnes, de péans et de dithyrambes. Les poètes Pindare et Bacchylide composent ainsi des hymnes (du grec ancien ὕμνος / humnos) en l'honneur des vainqueurs lors des Jeux Olympiques. Il s'agit d’œuvres de commandes, exécutés dans le cadre d'une fête pour célébrer la victoire des athlètes.

### Poésie hellénistique
À l'époque hellénistique, la poésie grecque se renouvelle tant sur le plan des sujets, avec l'apparition de la poésie pastorale (par exemple, les idylles de Théocrite), que sur la forme, avec des poèmes souvent très brefs (comme les épigrammes de Callimaque).
La poésie hellénistique se déploie notamment à Alexandrie et à Pergame. Elle est marquée par une érudition importante.
Ce sont également les premiers poèmes à être composés en dehors de tout contexte spécifique : il s'agit, en ce sens, des premiers poèmes proprement littéraires.
La poésie hellénistique est également représentée par Hérondas ou encore Apollonios de Rhodes.